# Partido de Morón
Morón es uno de los 135 partidos de la provincia Argentina de Buenos Aires. Forma parte del aglomerado urbano conocido como Gran Buenos Aires y se ubica al oeste de la ciudad de Buenos Aires. Su cabecera es la ciudad homónima.
Según el último Censo posee un total de 334 178 habitantes.Morón es uno de los principales centros urbanos del país con un importante potencial de desarrollo social, comercial y productivo. Cuenta con una amplia red de atención sanitaria, numerosos establecimientos educativos, múltiples espacios culturales y recreativos, accesos ferroviarios y carreteros a la Ciudad de Buenos Aires y los principales centros urbanos de la provincia. 
Es considerada el «corazón del oeste» por su importante centro bancario, financiero, judicial y de poder político en la provincia. Su infraestructura abarca desde numerosos parques industriales y fábricas hasta hospitales nacionales como el Posadas, centros comerciales, cines y al tercer aeropuerto metropolitano de Buenos Aires.
Morón se encuentra entre los 3 municipios con más alto Índice de Progreso Social (IPS), superando ampliamente el IPS Conurbano (media entre los 24 partidos del Gran Buenos Aires).

## Geografía

### Ubicación
Morón limita con los partidos de Hurlingham, Ituzaingó, Merlo, La Matanza y Tres de Febrero. Posee una superficie de 55,55 km².

## Heráldica
El escudo de Morón fue creado por Edmundo Vanini y dibujado por José Montero Lacasa en el año 1948 . En el centro se encuentra la imagen de la Patrona del Partido, la Virgen de la Inmaculada Concepción del Buen Viaje.
Las espigas reverencian a la Virgen y recuerdan los primeros sembrados de trigo en el país.
En la parte inferior, la clásica carreta tirada por bueyes simboliza la primera posta del camino hacia el norte y la cruz del sur, guía de individuos y pueblos, señala el rumbo.
La leyenda latina “SURGIT MORÓN ET NOS SECUM FERT” significa “Morón surge y nos eleva”. La misma alude al nombre de Morón: montecillo de tierra.

## Historia del Municipio

### Período precolombino y colonial
Los primeros pobladores de la región fueron el pueblo originario nómade de los querandíes. La presencia de un curso de agua como es el arroyo Morón fue un punto de atracción para estas poblaciones.
Luego de haber fundado Buenos Aires, Juan de Garay hizo el reparto de tierras entre los colonizadores. Al capitán Juan Ruiz de Ocaña le correspondió la zona del actual Morón. En tiempos del dominio español, pasaba por esta zona el camino real, que iba de Buenos Aires a Córdoba, y a comienzos del siglo XVII se habían construido algunos caminos secundarios. Hasta 1740 la zona estuvo en peligro de malones, y aunque no hay evidencias concretas, se presume que hasta ese entonces existió un fortín en el lugar.
Para mediados del siglo XVIII se había formado un pequeño núcleo poblacional alrededor de la actual Plaza San Martín. Sin embargo, la mayor parte de sus pobladores vivían en zonas rurales. Las estancias de la zona -por una disposición- debían ser agrícolas, sin embargo, esto no era respetado y ocasionó numerosos trastornos por la falta de alambrados entre vecinos. A fines del siglo XVIII al no existir parroquia en lo que por entonces era el pueblo de Morón, el obispo de Buenos Aires decidió crear la parroquia de la zona, esta se encontraba en tierras de Francisco de Merlo.
Ya a principios del siglo XVII se relata que los viajeros que viajaban tierra adentro se prosternaban delante de una imagen de la Inmaculada Concepción instalada en una ermita en Morón, primera posta del camino real al norte, rogando por un buen viaje ante la amenaza de los peligros del indio, que acechaba la inmensa llanura.
Cuando se creó el “Pago de la Cañada de Morón” en 1785, se nombró como máxima autoridad a un alcalde de la Santa Hermandad, cuya principal función consistía en resolver estos pleitos entre vecinos. La jurisdicción llegaba hasta el fortín de Lobos, en la frontera con las tierras indígenas. Entre 1800 y 1805 se dio la primera escisión del partido de Morón, con la creación del partido de Cañada de la Paja, que iba desde Merlo hasta Lobos. Aunque en 1806 la zona de Merlo se restituyó como parte de Morón, la ciudad de San Salvador de Lobos ya no volvería a formar parte del mismo.
En 1807, se separó San José de Flores, hoy parte integral de la ciudad de Buenos Aires.

### Independencia
Aspecto institucional: Jueces de Paz: en 1822 se designa un juez de paz encargado de cada Partido. Tenían atribuciones ejecutivas y judiciales.
En 1812 -para zanjar los problemas de jurisdicción entre alcaldes- se establece el límite definitivo con el partido de La Matanza (sobre la actual avenida Don Bosco). Más tarde, se reúne La Matanza con el partido de Morón, situación que sin embargo volvería a su estado inicial en 1825.
Batalla de Puente Márquez, el 26 de abril de 1829. Juan Bernardo Navarrete y Tomás Fernández de Cieza, jueces de Paz rosistas. Batalla de Caseros. Caída del rosismo. Deposición y asesinato del juez de paz Cieza.

### Progreso de Morón
Comienzo del nuevo régimen, en la provincia y Morón, en 1852. 
Organización institucional: en 1855, los partidos pasan a ser gobernados por una corporación municipal compuesta por un juez de paz, elegido por el gobernador de la provincia de Buenos Aires, y cuatro miembros elegidos por el sufragio popular. El primer juez de paz de esta situación fue Serapio Villegas, en 1856.
En 1885, el puesto de juez de paz es reemplazado por el de presidente de la municipalidad.
En 1886, reforma del régimen municipal. División de poderes. El Ejecutivo pasa a ser encabezado por un intendente. En general, responden al oficialismo provincial. El primer intendente conocido es Luis Gaebeler. 
División territorial: en 1864, se separó el partido de Las Heras, y en 1865 el partido de Merlo. Se fijaron los límites del partido por decreto del 24 de febrero de 1865, en el marco de la organización territorial de la provincia. Durante 130 años, Morón conservó estos límites. 
Progreso económico y crecimiento demográfico: crecimiento económico, basado en la agricultura y ganadería, y más tarde el comercio. Llegada del ferrocarril, desde 1859. El crecimiento demográfico, impulsado por la inmigración europea. Surgimiento de Ituzaingó (1873), Haedo (1886) y Hurlingham (1888), en torno a la instalación de estaciones ferroviarias. 
Progreso educativo: creación de escuelas y alfabetización de la población. Según el censo escolar de 1895, había en Morón 17 escuelas, con 38 maestros y 1205 alumnos. 
Conflictos políticos: 1893, revolución radical en Morón. Deponen a las autoridades y nombran otras. Rápidamente reprimidos por la intervención federal.

#### El gallito de Morón
La riña de gallos era un enfrentamiento favorito en la época colonial.
El pueblo de Morón se hizo famoso por ese divertimento, ya que lo siguió jugando pese a que las autoridades lo habían prohibido. La célebre frase sobre el gallo de Morón ya está documentada en la región a principios del siglo XIX, un siglo antes de que Carlos Gardel la popularizara en el tango "Me dejaste" ("El poncho del olvido").
En 1928 ya se aplicaba entre los bravos gauchos del lugar y, por extensión, a todo hombre de campo de carácter mujeriego, jactancioso y pendenciero. A diferencia de la estatua del gallo de Morón de la Frontera en España, el gallo moronense es emplumado y vigoroso. "Como el gallo de Morón" es una frase que está referida al gallo desplumado de Morón de la Frontera en España ("desplumado y cacareando como el gallo de Morón") en referencia a quien pierde su dinero y se queja,  contrariamente al uso que se le da hoy en esta zona.
Hoy en día, hay en la Plaza de Morón una estatua del Gallito de Morón. Además, este es el apodo del Club Deportivo Morón.

### SigloXX
Intendencias radicales: 1917, intervención federal a la provincia de Buenos Aires. Comisionado radical en Morón. Con la normalización institucional, comienza el período de los intendentes radicales, de 1918 a 1930, durante las presidencias de Yrigoyen, Alvear y de nuevo Yrigoyen. 
Restauración conservadora: 1930, golpe de Estado, y deposición del intendente radical Bonora, en un movimiento en el que figuró el político conservador Manuel A. Fresco. Intendencia de Rafael Amato. Obras en el partido durante la gobernación de Manuel A. Fresco en la Provincia. 
Golpe de Estado en 1943: deposición de los conservadores. Comisionados en la intendencia. Participación de moronenses en el 17 de octubre de 1945. 
Intendencias peronistas: 1947-1955, período peronista en Morón. Intendencia de César Albistur Villegas.
Golpe de Estado en 1955: deposición del intendente peronista Eugenio Pérez Quintana. El peronismo fue proscripto y confiscados sus bienes. Albistur Villegas, exiliado en Chile. Comisionados militares, con apoyo de políticos antiperonistas. Accidente aéreo en Castelar. 
Intendencias radicales: 1958-1962, restablecimiento temporal de la democracia. Intendencia de Abel Costa, por el partido radical intransigente (UCRI), durante la presidencia de Frondizi. 
Golpe de Estado de 1962, y deposición de Abel Costa. Comisionados militares. 
Intendencias radicales: 1963-1966, nuevo restablecimiento temporal de la democracia. Período de los radicales del Pueblo (UCRP), con las intendencias de Cayo E. Goria (fallecido el 1º de mayo de 1965) y José Nanoia. 
Gobiernos militares (1966-1973): golpe de Estado de junio de 1966, depone al intendente Nanoia. Retorno de los militares y sus aliados civiles, hasta 1973. Intendencia de Alberto Romero Oneto. 
Intendencia peronista: 1973-1976, Retorno de la democracia. Intendencia de Eubaldo Merino, por el FREJULI (peronismo y aliados). Derrocado por el golpe de Estado del 24 de marzo de 1976. 
Golpe de Estado de 1976: intendentes comodoro Raúl Pírez Apolonia, Ernesto Rodríguez, Juan Blasnik y Santiago Cahill. Participación de la Fuerza Aérea local en la guerra de las Malvinas.
Intendencias democráticas y división del partido: 1983-1987, intendencia de Norberto García Silva, por la UCR. En 1987 Juan Carlos Rousselot, electo intendente de Morón. Es un período de inestabilidad y conflictos internos dentro del Partido Justicialista. Fue destituido, y después procesado por cargos de corrupción. Durante su gobierno, se vio involucrado en un escándalo por obras cloacales; la obra orillaba los 400 millones de dólares y, financiación mediante, alcanzaría los 1000 millones. En marzo de 1989 la obra fue firmada por Rousellot y la empresa Socma. Sesenta días después, el 1º de marzo de 1989, el contrato era rescindido por diversas irregularidades, como la falta de aprobación del Concejo Deliberante, costo de la obra y tarifas excesivamente altas, ausencia de concurso de ofertas (El grupo Socma era el único oferente admitido). Estas irregularidades llevaron a que en 1989 fuese destituido a causa de una adjudicación directa por la asignación de la construcción de un sistema cloacal al grupo SOCMA. Por ley provincial de 1995, el partido fue dividido en tres nuevos municipios, a partir del tradicional Morón: Morón, Hurlingham e Ituzaingó.

## Demografía
Hasta mediados del siglo XIX, la población local era rural, y como cabecera había un pueblito, que en la década del 50 no llegaba a los 500 habitantes. 
La caída de Juan Manuel de Rosas en 1852 llevó a cambios sustanciales, cuantitativos y cualitativos en la población. Los habitantes aumentaron un 125 % entre 1869 y 1895. Pero, además, pasó de un predominio de la población rural a la urbana. Cambió también la composición de los habitantes. En efecto, la inmigración europea fue la principal impulsora del aumento demográfico. La población creció con mayor intensidad entre 1895 y 1914: un 212 %.
A fines del siglo XIX, un tercio de la población de Morón era extranjera, y parte de los argentinos nativos tenían ascendiente inmigratorio. La inmigración del siglo XIX fue casi en su totalidad europea. Si bien en la primera década después de la caída de Rosas el grupo más numeroso fue el español, desde la guerra del Paraguay los italianos se volvieron mayoritarios y llegaron a ser parte significativa del total de habitantes. Los franceses fueron una colectividad importante, mientras la inmigración de americanos fue reducida.
En el siglo XX, ocurrió el mayor crecimiento demográfico del partido, impulsado por las migraciones internas. Provenientes, en primer lugar, de otros partidos de la provincia de Buenos Aires, luego de la Capital Federal, seguida de otras provincias y territorios nacionales. Como resultado, el partido pasó de ser un conjunto de ciudades y poblados con entorno rural, separado de otros enclaves urbanos próximos a la Capital federal, a integrarse en el llamado Gran Buenos Aires. 
La mayor tasa de crecimiento demográfico ocurrió en el período intercensal de 1947 a 1960, con una tasa de crecimiento anual medio del 91 por mil. En los siguientes períodos intercensales, dicha tasa tendió a disminuir. La población devino 100 % urbana, por ocupación total del área disponible. 
El apogeo del crecimiento demográfico ocurrió en el contexto de la llamada “industrialización por sustitución de importaciones”. Al hacer crisis ese esquema, el GBA, y en particular Morón, perdieron su principal impulso socioeconómico.
Según estimaciones para junio de 2007, la población era de 327.935 habitantes.
Contaba con 309 380 habitantes (Indec, 2001), lo que implica una caída del 7,5% respecto a los 334 301 habitantes (Indec, 1991) del censo anterior. Morón es la 12ª unidad más poblada del conurbano bonaerense.
En el censo de población de 2010, la cantidad de habitantes censados ascendió a 321 109.

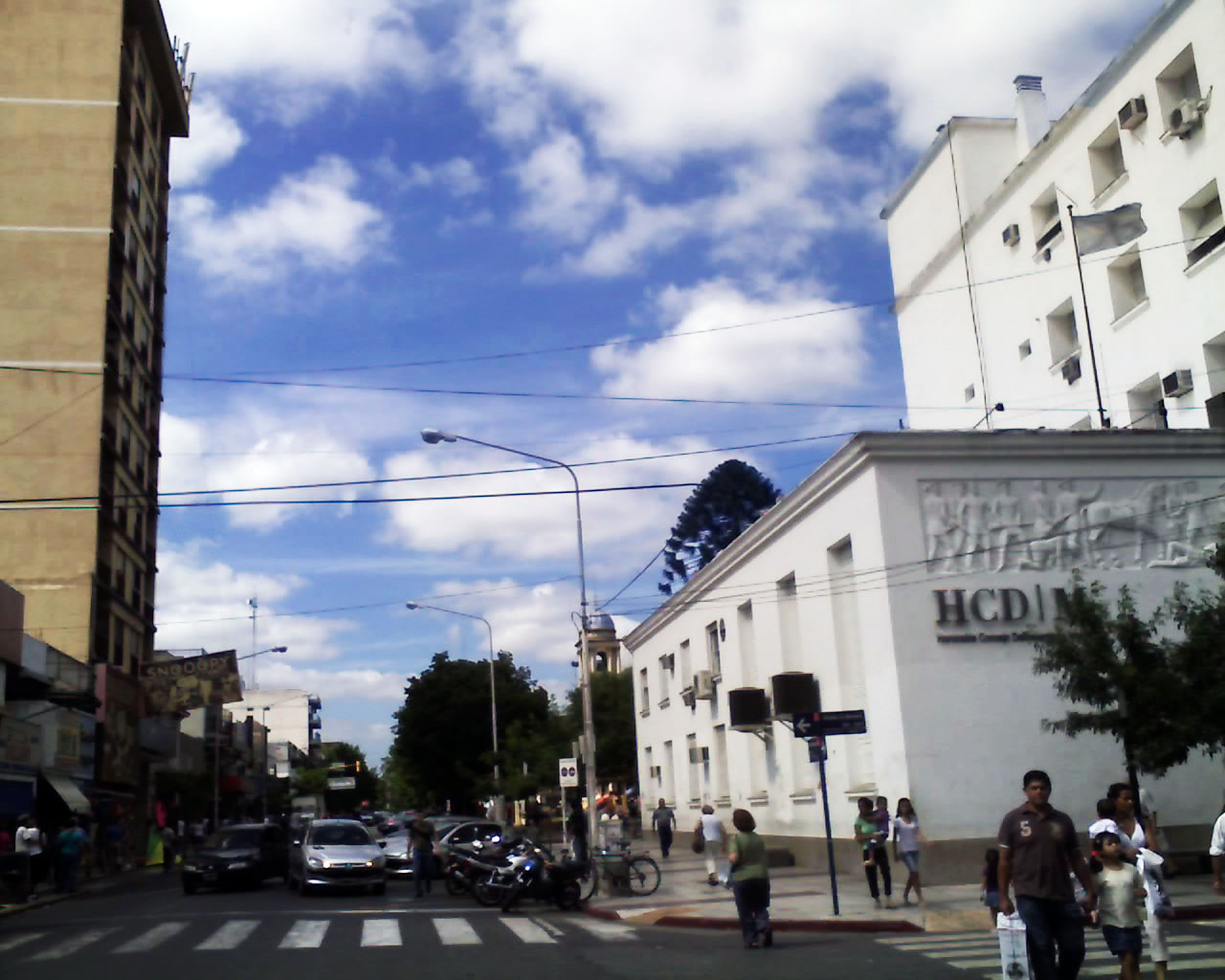
Morón. Esq. Belgrano y Brown. A la derecha, el Concejo Deliberante.

| Tipo       | Año  | Habitantes |
| ---------- | ---- | ---------- |
| Censo      | 1854 | 3267       |
| Reg Estad  | 1856 | 3905       |
| Reg Estad  | 1858 | 3996       |
| Reg Estad  | 1866 | 2914       |
| Censo N    | 1869 | 3488       |
| Censo prov | 1881 | 5499       |
| Censo N    | 1895 | 7880       |
| Censo N    | 1914 | 24 624     |
| Censo prov | 1938 | 65 750     |
| Censo N    | 1947 | 110 344    |
| Censo N    | 1960 | 341 920    |
| Censo N    | 1970 | 485 983    |
| Censo N    | 1980 | 598 420    |
| Censo N    | 1991 | 643 553    |
| Censo N    | 2010 | 321 109    |

## Economía

### Etapa agropecuaria
Hasta la caída del rosismo (1852), la economía de Morón era agropecuaria. A partir de entonces comenzó su crecimiento, concomitante con el incremento de población, la llegada de la inmigración europea y la extensión del ferrocarril.
A fines del siglo XIX, el partido de Morón mantenía su base agropecuaria, pero tenía un interesante sector comercial, y una producción de bienes y servicios para consumo final. 
El sector agropecuario había alcanzado el apogeo de su desarrollo, que mantendría hasta comienzos del siglo XX. Luego comenzó su paulatino declive, hasta su virtual desaparición en la segunda mitad del siglo XX.
Las casas de campo de familias de la capital, y el veraneo en Morón dieron pie a un negocio inmobiliario, de compra-venta de bienes raíces. 

### Industrialización por sustitución de importaciones
La industrialización del partido de Morón comenzó desde la década de 1930, en el marco de la llamada "sustitución de importaciones". Esto contribuyó al crecimiento demográfico de la región, como lo muestra la tabla de la evolución demográfica según censos. 
El perfil de la industria local consistió en pequeños y medianos establecimientos, orientados al mercado interno. Producía bienes textiles, metalúrgicos y alimenticios. No obstante, hubo algunos grandes establecimientos, como Goodyear en Hurlingham (neumáticos), Schcolnik en Villa Tesei (cartones corrugados), las textiles Alfa e Italar en Villa Tesei, y Castelar en la localidad homónima, La Cantábrica (metalúrgica), Deutz (motores y tractores) y Armco (metalúrgica) en Haedo.

### Quiebra y cierre de empresas de Morón
En las décadas de 1980 y 1990, el sector industrial tuvo la baja de varias empresas, por diversas causas. Algunos de los motivos corresponden al contexto general de la economía, y otros situaciones internas. En el primer caso, el abandono de las políticas de sustitución de importaciones, en favor de políticas económicas ortodoxas (Ministerio de José Alfredo Martínez de Hoz) y las crisis inflacionarias. En segundo lugar, la escala relativamente pequeña de las empresas, equipamiento obsoleto en algunos casos, errores de gestión y endeudamiento.
Goodyear dejó de producir en Hurlingham y se convirtió en importadora, por el traslado de la producción a Brasil. Deutz hizo lo mismo con los tractores. De todos modos, mantuvo la fabricación de motores.
| Empresa            | Rama           | Fundación | Cierre |
| ------------------ | -------------- | --------- | ------ |
| Italar             | Textil         | 1934      | 1991   |
| Schcolnik          | Corrugados     | 1951      | 1988   |
| Alfa               | Textil         | 1937      | 1992   |
| La Cantábrica      | Metalúrgica    | 1902      | 1992   |
| Castelar           | Textil         | 1943      | 1994   |
| Vidrios Hurlingham | vidrios planos | 1949      | 1994   |

### Evolución económica desde 1990
La economía del Partido de Morón, como sucedió en el conjunto del Gran Buenos Aires, evolucionó hacia el predominio del sector servicios. Con relación a la industria local, la Unión Industrial del Oeste (entidad de los empresarios locales) impulsó en 1994 la creación de un parque industrial en Haedo, en el predio de La Cantábrica. Destinado a pequeñas y medianas empresas, fue concebido como asociación del sector privado con el público, pues participaron la municipalidad de Morón y el gobierno de la Provincia de Buenos Aires.
Desde 2018, además, posee en su jurisdicción al tercer aeropuerto metropolitano de Buenos Aires. Es la primera y única terminal aérea de América Latina destinada a las aerolíneas de bajo costo. Es el segundo Municipio bonaerense (junto a Ezeiza) con vuelos comerciales de cabotaje.

## Toponimia

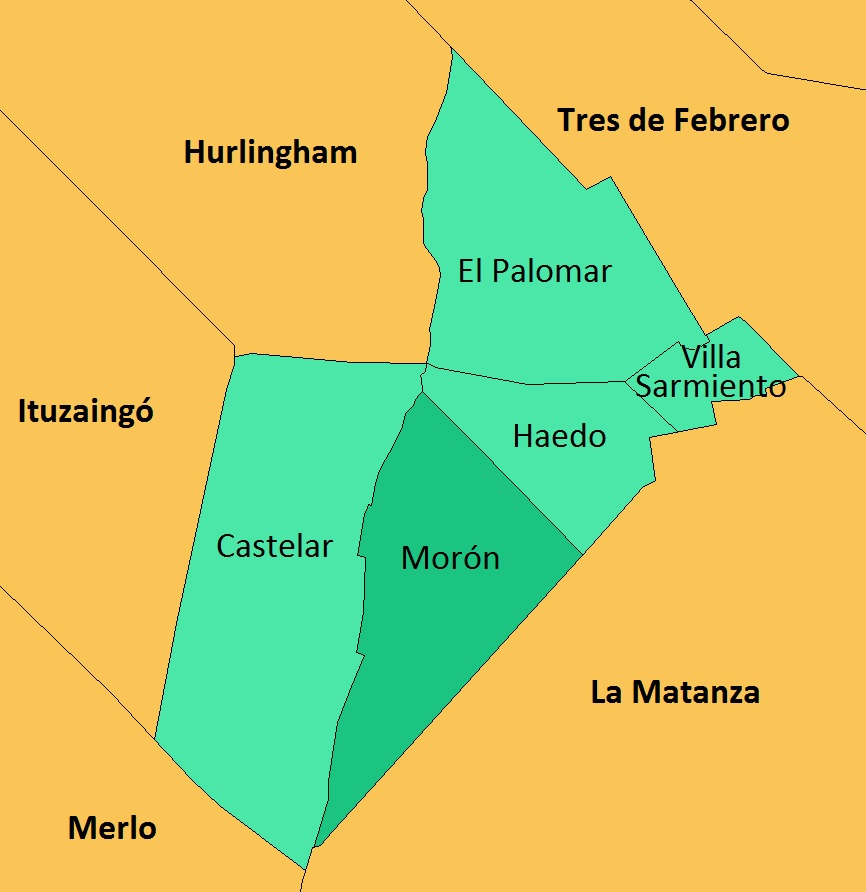
Mapa del Partido de Morón y sus respectivas localidades.

Aunque la zona tuvo otros nombres anteriores, cuando se creó el partido se lo denominó Cañada de Morón, del cual únicamente perduró la última palabra. Para conocer el origen del nombre Morón ver Origen del nombre en el artículo sobre la ciudad.
Durante la intervención a la intendencia, producto del golpe de estado de 1930, el partido se llamó 6 de septiembre, desde 1932 hasta 1946 en conmemoración de la fecha del derrocamiento del Presidente Yrigoyen.

## Localidades
El distrito de Morón está compuesto por cinco localidades:
- Morón (Cabecera del Partido)
- Castelar
- El Palomar
- Haedo
- Villa Sarmiento

## Espacios verdes

### Plazas y plazoletas del partido
- UGC Nº 1 (Morón – centro / norte)

Plaza Roque Sáenz Peña (Berra F. Dr., Zuviría y Paunero),  
Plazoleta Guillermo Brown (Azcuénaga, Castro Cambón y Lagleyze Pedro Dr.),  
Plaza San Martín (Brown, San Martín, Belgrano y Nuestra Sra. Del Buen Viaje), 
Plaza José Ignacio Rucci (García Silva, Sarratea M y Río Piedras),  
Plaza República del Perú (Maza, Paso Juan José, Cullen y Castelli Juan José), 
Plazoleta Néstor Lima Quintana (Ayacucho, Echagüe y Saavedra Cornelio), 
Paseo El Cooperador (Rivadavia Avda., Cañada de Juan Ruiz Avda. y Doyhenard L.),
Paseo de las Artes (Sarmiento, Colón, Valle y Brown), 
Plazoleta de la Tradición (Av. Rivadavia, Casullo, Valle y Sarmiento),  
Boulevard Ricardo Balbín (R. Balbín entre Rawson y Azcuénaga), 
Plaza La Roche  (Sarmiento, 25 de Mayo y 9 de Julio),
Paseo Sarmiento (lado Norte) (Independencia, Sarmiento hasta Larrea),
Boulevard Juan Manuel de Rosas (Av. Presidente Perón, Bvd. Manuel de Rosas hasta Av. Cañada de Ruiz),
Plaza Antártida Argentina (Marcos de Avellaneda, Aguado, Santa Teresa y Olivos),
Patio Urbano Bajo Puente Lebensohn (Cañada De Juan Ruiz y Larralde) 
- UGC Nº 2 (Haedo)

Plazoleta Tripepi (Juan B. Justo y Casero),
Plaza Urquiza (Yaite, Carrizo y Vuelta de Obligado),
Plaza Luis Güemes (Rubens, Congreso y Las Casas),
Plaza San Martín (Tacuarí, Maipú, Raspante y Chacabuco),
Plaza Rivadavia (Magnasco, Nicolás Jorge y Malaver),
Espacio Verde UGC Nº 2 (Estrada y Rivadavia),
Plaza Walt Disney (2º Rivadavia y Pisco),
Plazoleta Club de Leones (2ª Rivadavia y Carrillo),
Plazoleta La Igualdad  (Rosales y Gaona),
Paseo Lineal Remedios de Escalada de San Martín (Calle Remedios de Escalada de San Martín, Rivadavia y Don Bosco),
Plazoleta Haedo Este (2ª Rivadavia entre Fasola y La Fraternidad),
Boulevard Vignes (Caseros y J.B. Justo),
Plazoleta Malaver y Alegría  (Malaver y Alegría),
Plaza Ángel María Zuloaga (Rubens, Pisco, Defensa)
- UGC Nº 3 (El Palomar)

Plazoleta 9 de Julio (Itacumbú y Marconi),
Plaza Atilio Cattaneo (Moraga, Palma y Bianco),
Parque Infantil Sarmiento (Brian, Montarce y Sargento Cabral),
Plaza Manuel Belgrano (Catriel, Sermi y Mosconi), 
Plaza La Maestra (Álvarez, Castillo, Curuzú Cuatiá y Astrada), 
Plazoleta José Conrado Mundani (Ramos Mejía y Bustillo), 
Parque Bicisenda Derqui (Margarita Corvalán hasta Marconi), 
Plaza Alas Argentinas (Carocella y Año 1852), 
Plazoleta Itacumbú (Itacumbú y Pedernera)
Plaza Manuel Belgrano (Namuncurá y Mosconi)
- UGC Nº 4 (Castelar – centro / norte)

Plaza Monumento a La Madre (Hidalgo y Florencio Sánchez), 
Plazoleta del Árbol Nativo (Salcedo y Rodríguez Peña), 
Plaza de Los Inmigrantes (Tucumán, Pergamino, San Nicolás y Munilla), 
Plaza de Los Españoles (Pehuajó, Cardoso, Islas Malvinas y Arrecifes), 
Plaza Gral. Belgrano (Maisón, L. M. Drago, A. France y Del Libertador), 
Plazoleta Jonás Edward Salk (Zabala, Rojas y Florencio Sánchez), 
Polideportivo Gorki Grana (Santa María De Oro, Lacarra, Casa Cuberta y Bufano), 
Plaza Cumelén  (San Pedro, Los Incas, España y R. Peña), 
Plazoleta Campichuelo Rivadavia (Av. Rivadavia, Trenque Lauquen y Campichuelo), 
Plaza Bartolomé Mitre (Bme. Mitre, B. De Irigoyen y C. De Juan Ruiz ), 
Plazoleta Arias y Santa Rosa (Arias y Santa Rosa), 
Parque Lineal Santa María de Oro (Figueroa Alcorta, Santa María de Oro hasta Bernardo de Irigoyen)
- UGC Nº 5 (Castelar – sur)

Plaza Juan A. Casacuberta (Bº Marina) (Pardo, Casacuberta y Munich), 
Plazoleta Boulevard Bonifacio (Bonifacio entre Sánchez y Zorrilla), 
Plazoleta Eva Perón  (W. Morris y B. Parera), 
Plaza Mamerto Esquiú (14 De Julio, Betbeder Onofre, Miró Gabriel y Cogliati E.), 
Boulevard Figueroa Alcorta  (Zeballos Estanislao S., Figueroa Alcorta Pte. y Bufano A.), 
Plazoleta Barrio Marina (Isabel V.de Pardo y Casacuberta), 
Plazoleta Dr. Grimbalt (Berlín y Ripamonti), 
Plazoleta Ripamonti (Ripamonti y Blas Parera)
- UGC Nº 6 (Morón – sur)

Plaza Soberanía Nacional (Santa María, Tilcara, Ríos Gallardo y Monte), 
Plaza San José (Burgos, Solari, Pte. Ibáñez y G. de Alcorta), 
Plaza Evita (C. De Patagones, G. De Alcorta y Solari), 
Plaza Granaderos de San Martín (Sgo. Del Estero, C. Ibáñez, Santa Teresa y Ruy Díaz), 
Plazoleta Unión Latinoamericana (A. Rivas y Ozanam), 
Plaza Hipólito Yrigoyen (H. Irigoyen y Av. Eva Perón), 
Plazoleta Juan Domingo Perón (Av. Eva Perón y Padre Castañer), 
Plaza Monumento a La Bandera (Azul, Avellaneda, Mburucuyá y Arena), 
Plazoleta El Ombú (Ruy Díaz y Malharro), 
Plazoleta El Económico (Av. Eva Perón y Padre Cartagena), 
Plazoleta El Vivero (Av. Callao entrada del vivero Municipal),
Boulevard Callao (Galtero, Av. Callao y Pirovano),
Pta. Héroes Crucero Gral. Belgrano (Callao y Av. Eva Perón), 
Boulevard Eva Perón (Rivas, Av. Eva Perón y Gualeguaychú), 
Parque Lineal Stevenson  (Ortiguera, Stevenson y Av. Eva Perón), 
Plaza Soberanía Nacional (R. Gallardo, Humahuaca, Dr. Monte y Santa María), 
Plaza Santa Rosa (Leipzig, Callao y Sánchez), 
Plaza Jara (Callao y Leipzig), 
Polideportivo La Base (Av. Callao al lado del Vivero Municipal), 
Plaza del Museo Aeronáutico (Arana E. Gdor., Carmen De Patagones y Corrientes)
- UGC Nº 7 (Villa Sarmiento)

Plaza Adolfo Alsina (Estanislao del Campo, Perú, Ameghino y Gelly y Obes), 
Plazoleta del Rotary Club (Tres de Febrero, Gelly y Obes, Solier), 
Plazoleta Sarmiento (Tres de Febrero, Emilio Mitre y O'Connor), 
Plazoleta Gattinoni (Madero Francisco, Lista Ramón)

### Centro Recreativo y Deportivo Municipal Gorki Grana
Está emplazado donde funcionaba el centro clandestino de detención Mansión Seré, en un predio de once hectáreas que se encuentra ubicado sobre la calle Santa María de Oro 3530, Castelar sur, Morón.
Cuenta con instalaciones deportivas y recreativas, a las que acceden los vecinos de manera totalmente gratuita.
El predio es utilizado en forma permanente por los 3400 beneficiarios que todas las semanas participan de los programas de la Dirección de Deporte, y los 2300 que lo visitan cada semana como lugar de esparcimiento y ocio.
El Centro Deportivo y Recreativo Gorki Grana cuenta con espacios especialmente diseñados y mantenidos para la práctica deportiva: pista de atletismo, cancha de fútbol 11, cancha de sóftbol, un gimnasio semicubierto, cancha de hockey, cancha de beach vóley, canchas de fútbol reducido, canchas de tejos, salón de usos múltiples, pileta de natación para personas con discapacidad, un sector de merenderos, un sector de juegos infantiles, vestuarios y sanitarios, pañol deportivo y consultorio médico.
Además, allí funciona la Biblioteca del Deporte, la Recreación y la Actividad Física “Miguel Benancio Sánchez”, la Dirección de Deportes y Recreación, la Dirección de Derechos Humanos y la Casa de la Memoria y la Vida.
Está abierto todos los días de la semana de 7 a 22.

### Nuevo parque recreativo y reserva ecológica
Consiste en un enorme sector de 70 ha, donde distintas entidades cuentan con sus respectivos campos deportivos. Los predios correspondientes a cada uno son para uso de cada institución, pero los accesos a éstos son públicos, y en sus inmediaciones se han construido áreas recreativas y de esparcimiento abiertas a toda la comunidad. 
Este espacio cuenta, además, con una Reserva Forestal municipal, donde se desarrollan, junto a distintas organizaciones ambientales, un sector protegido para la preservación de las especies vegetales y la fauna del lugar. 
El parque está delimitado por las calles Prudan, Arena, Jarry, Passadore, V. de Ortuzar y Lacarra, siendo su entrada principal por la esquina de Arena y Prudan, que acaba de ser asfaltada para optimizar los accesos al área. 
Estas 70 ha fueron concesionadas al Municipio, por 10 años, con opción a 5 más, en el marco de un convenio firmado con el Ministerio de Defensa. 
El desarrollo de este proyecto permite no solamente la recuperación pública de un espacio antes en desuso, sino además un crecimiento comercial de Castelar sur.

## Clubes
El club más popular de la zona es el Club Deportivo Morón, más conocido como "El Gallito". Es el club más conocido del Partido de Morón. Se desempeña en la Primera Nacional, segunda categoría del fútbol argentino. Su cancha y su sede social está ubicada en la Av. Hipólito Irigoyen 1770, en Morón, luego de su mudanza en 2013, cuando su cancha fue trasladada al ex predio de la textil castelar.
Su estadio es el Nuevo Francisco Urbano, con capacidad para 32.000 espectadores aprox. El Nuevo Urbano se inauguró en 2013, en un amistoso híbrido en el cual Morón le ganó 2-1 a la Selección Argentina Sub-20. Además, allí en 2021 se jugó la Final del Campeonato Apertura Fem. YPF 2021. Además, fue una de las sedes (junto a la cancha de Vélez) de la Copa Libertadores de América Femenina 2020, que se realizó en Argentina. Allí se jugaron 16 partidos de 32.
Su anterior cancha se llamaba Francisco Urbano. Tenía capacidad para 19.000 espectadores. Estaba ubicada en Almirante Brown 1211, en Morón. En 2013 fue demolida tras el traslado de la cancha. Hoy en día, el anterior estadio tiene un barrio en su honor, llamado Barrio Viejo Urbano, en el cual se ubica la cancha nueva, y el predio de la cancha vieja. 
Otro club del partido de Morón es Centro Español. Su sede social está ubicada en Villa Sarmiento, en la calle Estanilao del Campo 989. Milita en la Primera D, quinta categoría del fútbol argentino. Su estadio está en construcción en el Palomar.
También se encuentra el Castelar FC, que milita en la Liga Lujanense de Fútbol, quinta categoría. De los tres equipos del partido de Morón es el único que está indirectamente afiliado a la AFA. Morón y Centro Español están directamente Afiliados.

## Cultura
El Partido cuenta con un teatro municipal, y varios museos y talleres de artes.

### Museos
- Museo Municipal Histórico y de las Artes General San Martín (MuMo) - Puede visitarse de martes a sábados de 10 a 18 en Casullo 59, esquina Rivadavia, Morón. Fue reabierto parcialmente a fines de 2011. Realiza en la actualidad exposiciones, manteniendo guardadas sus colecciones principales.
- Museo Nacional de Aeronáutica. Sito en Castelar sur. Cuenta con Aviones civiles y militares. Sección sobre la guerra de las Malvinas.

### Sitios de Memoria

#### Mansión Seré
Durante la última dictadura cívico-militar Argentina (1976-1983) este espacio fue cedido a la Fuerza Aérea Argentina por la Municipalidad de Buenos Aires a fines de 1976. Allí funcionó un Centro Clandestino de Detención (CCD) durante los años 1976 y 1978. En este lugar se encontraban las personas secuestradas ilegalmente bajo torturas, en aislamiento respecto de otros detenidos, no tenían contacto con el exterior y eran sometidas a abusos sexuales.En 1984, en el marco del juicio a las Juntas y la creación de la CONADEP, el sitio fue reconocido por las personas detenidas durante ese período. En 1985 el Gobierno de la Ciudad de Buenos Aires entregó el predio al Municipio de Morón y el intendente Norberto García Silva ordena la demolición de la Mansión para una posterior inauguración del polideportivo Gorki Grana.En el año 2000, el Municipio de Morón y la Asociación Seré convocaron a un equipo de investigación, compuesto inicialmente por estudiantes de arqueología y antropología de la Facultad de Filosofía y Letras de la Universidad de Buenos Aires, para la realización de una excavación con el objetivo de recolectar evidencias sobre el funcionamiento del centro clandestino y convertirlo en un espacio dedicado a la memoria.
En el año 2015 la presidenta de la Nación Cristina Fernández de Kirchner a través del Decreto 2243/2015 lo declara Sitio de Memoria. Esto se realiza con el objetivo de que el lugar rinda memoria a los acontecimientos que ocurrieron por parte de las Fuerzas Armadas, que sean utilizados para repensar, recuperar y transmitir sobre los procesos traumáticos, además de homenajear y reparar a las víctimas. 

## Festivales y ferias de Morón
La siguiente tabla indica los Festivales y Ferias municipales:
| Fecha           | Nombre                      | Descripción | Movilidad   |
| --------------- | --------------------------- | --- | ----------- |
| 3 y 4 de abril  | Feria de las colectividades | Conmemoración a los inmigrantes a la Argentina                                                                           | Trasladable |
| 14 de junio     | Día del Veterano            | Aniversario de la rendición de las islas Malvinas por fuerzas argentinas en 1982.                                        | Trasladable |
| Mediados de año | Dorrego Rock                | Festival organizado por el ex Colegio Nacional de Morón, la escuela Manuel Dorrego, ubicada en plano centro de la ciudad | Trasladable |
| 5 de octubre    | Día de Morón                | por ser el día de la Virgen Inmaculada Concepción del Buen Viaje                                                         | Fijo        |

## Gobierno
Al igual que los 135 distritos de la Provincia de Buenos Aires, el partido de Morón está a cargo de un intendente Y un concejo deliberante el cual se renueva por mitades cada 2 años. El intendente tiene un mandato que dura cuatro años y puede ser reelecto indefinidamente, este es electo mediante el voto en las Elecciones Nacionales de la República Argentina que se celebran cada cuatro años. 
Lucas Ghi es el intendente del partido desde el 10 de diciembre de 2019, habiendo renovado su mandato el 10 de diciembre de 2023 para gobernar por 4 años más. 
| Composición actual de la Intendencia, Concejo Deliberante y Consejo Escolar (año 2024) | Composición actual de la Intendencia, Concejo Deliberante y Consejo Escolar (año 2024) | Composición actual de la Intendencia, Concejo Deliberante y Consejo Escolar (año 2024) | Composición actual de la Intendencia, Concejo Deliberante y Consejo Escolar (año 2024)                                                                                  | Composición actual de la Intendencia, Concejo Deliberante y Consejo Escolar (año 2024) | Composición actual de la Intendencia, Concejo Deliberante y Consejo Escolar (año 2024) | Composición actual de la Intendencia, Concejo Deliberante y Consejo Escolar (año 2024) |
| -------------------------------------------------------------------------------------- | -------------------------------------------------------------------------------------- | --- | --- | -------------------------------------------------------------------------------------- | -------------------------------------------------------------------------------------- | -------------------------------------------------------------------------------------- |
|                                                                                        | Intendente: Lucas Ghi (Unión por la Patria)                                            | | |                                                                                        |                                                                                        |                                                                                        |
| Bloque                                                                                 | Bloque                                                                                 | Concejales | Consejeros Escolares |                                                                                        |                                                                                        |                                                                                        |
|                                                                                        | Unión por la Patria (Presidente: Marcelo Notario)10/24                                 | - Marcelo González Presidente HCD (2023-2027) - Diego Fernández Toucido (2021-2025) - Vanina Moro Vicepresidente 1º HCD (2021-2025) - Marcelo Notario (2021-2025) - Daniela Burgos (2021-2025) - Tomás Balestrini (2023-2027) - Leticia Maldonado (2021-2025) - Lorena Acevedo (2023-2027) - Agustín Ramponelli (2023-2027) - Nadia Diz (2023-2027) | 4/10 - Mabel Mesa (2023-2027) - Martin Lucero (2023-2027) - Pablo Degastaldi (2021-2025) - Susana Saccomano (2021-2025)                                                 |                                                                                        |                                                                                        |                                                                                        |
|                                                                                        | Juntos (Presidente: Francisco Mones Ruiz)4/24                                          | - Leandro Ugartemendia (2021-2025) - Francisco Mones Ruiz (2021-2025) - Claudio Faro (2021-2025) - Bernardo Magistocchi (2023-2027) | 5/10 - Claudia Quintana (2023-2027) - Iván Roberto Ponce Martínez (2023-2027) - Gonzalo Del Huerto (2021-2025) - Javier Argolo (2021-2025) - Silvia Herrera (2021-2025) |                                                                                        |                                                                                        |                                                                                        |
|                                                                                        | PRO - La Fuerza del Cambio (Presidente: María Traverso)3/24                            | - Romina Fusco (2021-2025) - María Traverso (2021-2025) - Cecilia Solía (2023-2027) | 5/10 - Claudia Quintana (2023-2027) - Iván Roberto Ponce Martínez (2023-2027) - Gonzalo Del Huerto (2021-2025) - Javier Argolo (2021-2025) - Silvia Herrera (2021-2025) |                                                                                        |                                                                                        |                                                                                        |
|                                                                                        | Juntos por el Cambio (Presidente: Adrián Colonna)2/24                                  | - Adrián Colonna (2023-2027) - Daniela Cáceres Vicepresidente 2º HCD (2023-2027) | 5/10 - Claudia Quintana (2023-2027) - Iván Roberto Ponce Martínez (2023-2027) - Gonzalo Del Huerto (2021-2025) - Javier Argolo (2021-2025) - Silvia Herrera (2021-2025) |                                                                                        |                                                                                        |                                                                                        |
|                                                                                        | La Libertad Avanza (Presidente: Alejandra Liquitay)1/24                                | - Alejandra Liquitay (2023-2027) | 1/10 - Luciano Diwan (2023-2027) |                                                                                        |                                                                                        |                                                                                        |
|                                                                                        | La Libertad Avanza - PD (Presidente: Pablo Ezequiel Tozzi) 2/24                        | - Ariel Alejandro Aguilera (2023-2027) - Pablo Ezequiel Tozzi (2023-2027) | 1/10 - Luciano Diwan (2023-2027) |                                                                                        |                                                                                        |                                                                                        |
|                                                                                        | UCR (Presidente: Silvina Samparisi)2/24                                                | - Rolando Moretto (2021-2025) - Silvina Samparisi (/2021-2025) | |                                                                                        |                                                                                        |                                                                                        |

### Concejo Deliberante
Este es el poder legislativo del municipio, está integrado en este caso por 24 concejales, cuya función es la elaboración de las ordenanzas que rigen en el municipio. Está formado de la siguiente manera:

Honorable Concejo Deliberante de Morón tras elecciones de 2023

| Bloques                    | Bloques                        | Integrantes |
| -------------------------- | ------------------------------ | ----------- |
|                            | Unión por la Patria (Gobierno) | 10          |
|                            | Juntos                         | 4           |
| PRO - La Fuerza del Cambio | 3                              |             |
| Juntos por el Cambio       | 2                              |             |
|                            | La Libertad Avanza - PD        | 2           |
|                            | UCR                            | 2           |
|                            | La Libertad Avanza             | 1           |

### Intendentes Municipales[25]
| Intendente                       | Mandato                                         | Partido                                                               |
| -------------------------------- | ----------------------------------------------- | --------------------------------------------------------------------- |
| Gregorio de Laferrere            | 1891-1892                                       | PAN                                                                   |
| C. F. Sartori                    | 1892                                            | Partido Provincialista                                                |
| Santiago R. Loza                 | 30 de julio de 1893                             | Revolución radical de 1893                                            |
| Luis M. Perazzo                  | 1893                                            |                                                                       |
| José María Casullo               | 1893                                            | PAN. Comisionado designado por el Interventor Eduardo Olivera.        |
| Pedro Martínez                   | 1894                                            |                                                                       |
| Luis Doyhenard                   | 1899                                            | Partido Nacional Independiente                                        |
| Eusebio Gimenez                  | 1999                                            |                                                                       |
| Cornelio Romero                  | 1900                                            |                                                                       |
| Carlos Herrero                   | 1900                                            |                                                                       |
| Agustín Carlos Ibarra            | 1900                                            |                                                                       |
| Cesar Cardozo                    | 1900                                            |                                                                       |
| Roberto Prack                    | 1901-1903                                       | PAN                                                                   |
| Agustín Roca                     | 1904                                            |                                                                       |
| Gabriel Reboredo                 | 1904-1907                                       | PAN                                                                   |
| Eugenio Soria                    | 1907                                            | Partidos Unidos                                                       |
| Avelino Sánchez Viamonte         | 1908                                            | Partidos Unidos                                                       |
| Ricardo Panthou                  | 1909                                            | Partido Conservador                                                   |
| Francisco Leyría                 | 1910                                            | Partido Conservador                                                   |
| Avelino Sánchez Viamonte         | 1911                                            | Partido Conservador                                                   |
| Martín Carrere                   | 1911                                            | Partido Conservador                                                   |
| Máximo Portela                   | 1912                                            | Partido Conservador                                                   |
| Arturo Pillado Matheu            | 1913                                            | Partido Conservador                                                   |
| Ernesto Ford Grant               | 1913 – 1917                                     | Partido Conservador                                                   |
| Pedro Picarel                    | 7 de agosto de 1917-1918                        | UCR. Designado por el interventor Dr. José Luis Cantilo               |
| Carlos Azzarri                   | 1918                                            |                                                                       |
| Lorenzo Balleto                  | Mayo de 1918-Septiembre de 1918                 | UCR (comisionado)                                                     |
| Sebastián Acosta                 | 25 de septiembre de 1918-Diciembre de 1918      | UCR (comisionado)                                                     |
| Víctor M. Rodríguez              | 1919-1920                                       | UCR                                                                   |
| Pedro Mustoni                    | Enero de 1921-Enero de1922                      | UCR Intransigente                                                     |
| Julio Ballina Benitez            | Enero de 1922                                   | UCR (comisionado)                                                     |
| Alejandro Suárez                 | 1922                                            | UCR (comisionado)                                                     |
| Rodolfo Doblas                   | 1922                                            | UCR anti personalista                                                 |
| Juan Zuetta                      | 1923-1924                                       | UCR                                                                   |
| José Emiliano Trueba             | Enero de 1925-Marzo de 1925                     | UCR (comisionado por acefalia)                                        |
| Delio Demaría Massey             | Marzo de 1925-Diciembre de 1925                 | UCR (comisionado por acefalia)                                        |
| Pedro Mustoni                    | Enero de 1926-Diciembre de 1927                 | UCR                                                                   |
| Eduardo Bonora                   | Enero de 1928-1930                              | UCR (electo por voto directo)                                         |
| Pedro L. Ganduglia (De facto)    | 1930-1931                                       | Comisionado designado por el interventor Carlos Meyer Pellegrini      |
| Manuel Fresco (De facto)         | 1931                                            | Comisionado designado por el interventor Carlos Meyer Pellegrini      |
| Rafael Amato (De facto)          | 1931-1932                                       |                                                                       |
| Carlos Ratti                     | Febrero de 1932-Septiembre de 1932              | PDN de Buenos Aires (muere en el cargo)                               |
| Juan Róvere                      | 1932-1933                                       | Comisionado del PDN (renuncia)                                        |
| Miguel Tagliafico                | 1933                                            | Comisionado del PDN (renuncia)                                        |
| Rafael Amato                     | 1934-1940                                       | PDN de Buenos Aires                                                   |
| Eduardo Sagasta                  | 1940-1941                                       | UCRA. Comisionado designado por el interventor federal Octavio Amadeo |
| Juan María Perissé               | 1941                                            | Comisionado                                                           |
| Oddo Martelli                    | 1941-1942                                       | PDN de Buenos Aires                                                   |
| Maximiliano Susan                |                                                 | Comisionado                                                           |
| Oddo Martelli                    | 1942-1943                                       | PDN de Buenos Aires (derrocado)                                       |
| Octavio Rosso                    | 1943                                            | Comisionado designado por la Revolución del 43                        |
| Abelardo Rodríguez Richieri      | 1943                                            | Comisionado designado por la Revolución del 43                        |
| Américo Pisani (De facto)        | 1943-1944                                       | Comisionado designado por la Revolución del 43                        |
| Angel Folchieri (De facto)       |                                                 | Comisionado designado por la Revolución del 43                        |
| Carlos B. Aragor (De facto)      |                                                 | Comisionado designado por la Revolución del 43                        |
| Raúl López Narvaja (De facto)    | 1945                                            | Comisionado designado por la Revolución del 43                        |
| Germán Argerich (De facto)       | 1945                                            | Comisionado designado por la Revolución del 43                        |
| Pedro Antonio Poli (De facto)    | 1945                                            | Comisionado designado por la Revolución del 43                        |
| Rafael Barabino                  | 1946                                            | Comisionado designado por la Revolución del 43                        |
| Juan José Quesada                | 1946                                            | Comisionado designado por la Revolución del 43                        |
| Julián Drocchi                   | 1946                                            | Comisionado designado por el gobernador Domingo Mercante              |
| Francisco González Rodríguez     | 1947                                            | Comisionado designado por el gobernador Domingo Mercante              |
| Alberto Rocamora                 | 1947-1948                                       | Comisionado designado por el gobernador Domingo Mercante              |
| Pedro Antonio Poli               | 1948                                            | Comisionado designado por el gobernador Domingo Mercante              |
| César Albistur Villegas          | 1 de mayo de 1948-1955                          | PJ                                                                    |
| Eugenio Pérez Quintana           | Junio de 1955-Septiembre de 1955                | PJ (derrocado)                                                        |
| Lorenzo Miguel Buasso (De facto) | 21 de septiembre de 1955-9 de octubre de 1955   | Comisionado designado por el interventor Arturo Ossorio Arana         |
| Ascensio Sansobrino (De facto)   | 9 de octubre de 1955-1957                       | Comisionado designado por el interventor Arturo Ossorio Arana         |
| Julio Campo                      | 1957                                            | Comisionado designado por el interventor Emilio A. Bonnecarrére       |
| Arsenio Thamier (De facto)       | 1957                                            | Comisionado designado por el interventor Emilio A. Bonnecarrére       |
| Francisco Rocco (De facto)       | 1957-1958                                       | Comisionado designado por el interventor Emilio A. Bonnecarrére       |
| Abel Costa                       | 1 de mayo de 1958-Marzo de 1962                 | UCRI                                                                  |
| Ignacio Alberto Rodríguez        | 1962-1963                                       | Comisionado designador por el interventor Jorge Bermúdez Emparanza    |
| Francisco Cataldo                | 1963                                            | Comisionado                                                           |
| Alberto Cabello                  | 1963                                            | Comisionado                                                           |
| Cayo Eliseo Goria                | 12 de octubre de 1963-1 de mayo de 1965         | UCRP (fallece en el cargo)                                            |
| José Nanoia                      | Mayo de 1965-30 de junio de 1966                | UCRP (sucede al intendente como 1er consejal)                         |
| Saverio J. Salvati (De facto)    | 30 de junio de 1966                             | Comisionado interino                                                  |
| Alberto Romero Oneto (De facto)  | 1966-1971                                       | Comisionado designado por el interventor Francisco A. Imaz            |
| Leonardo Saba (De facto)         | 1972                                            | Comisionado designado por el interventor Miguel Moragues              |
| Celso Zarlenga (De facto)        | 1973                                            | Comisionado designado por el interventor Miguel Moragues              |
| Eubaldo Merino                   | 25 de mayo de 1973-24 de marzo de 1976          | PJ                                                                    |
| Raul Pírez Apolonia (De facto)   | 26 de marzo de 1976-Octubre de 1979             | Intendente de facto nombrado por el Brigadier José María Romero       |
| Ernesto Rodríguez (De facto)     | Octubre de 1979-1982                            | Intendente de facto (renuncia)                                        |
| Juan Jesús Blasnick (De facto)   | 1982-1983                                       | Intendente de facto (renuncia)                                        |
| Santiago Cahill (De facto)       | 1983                                            | Intendente de facto (completa el mandato)                             |
| Norberto García Silva            | 10 de diciembre de 1983-10 de diciembre de 1987 | UCR                                                                   |
| Juan Carlos Rousselot            | 10 de diciembre de 1987-19 de abril de 1989     | PJ                                                                    |
| Joaquin Ignacio Arias            | 19 de abril de 1989-10 de diciembre de 1991     | PJ                                                                    |
| César Acosta (Interino)          | 1990-1991                                       | PJ                                                                    |
| Juan Carlos Rousselot            | 10 de diciembre de 1991-22 de marzo de 1999     | PJ                                                                    |
| Guillermo Crespo                 | 22 de marzo de 1999-10 de diciembre de 1999     | PJ                                                                    |
| Martín Sabbatella                | 10 de diciembre de 1999-10 de diciembre de 2009 | ALIANZA (1999-2002) NM (2002-2009)                                    |
| Lucas Ghi                        | 10 de diciembre de 2009-10 de diciembre de 2015 | NE                                                                    |
| Ramiro César Tagliaferro         | 10 de diciembre de 2015-10 de diciembre de 2019 | PRO                                                                   |
| Lucas Ghi                        | 10 de diciembre de 2019-Presente                | UP                                                                    |